# Thermoclastie

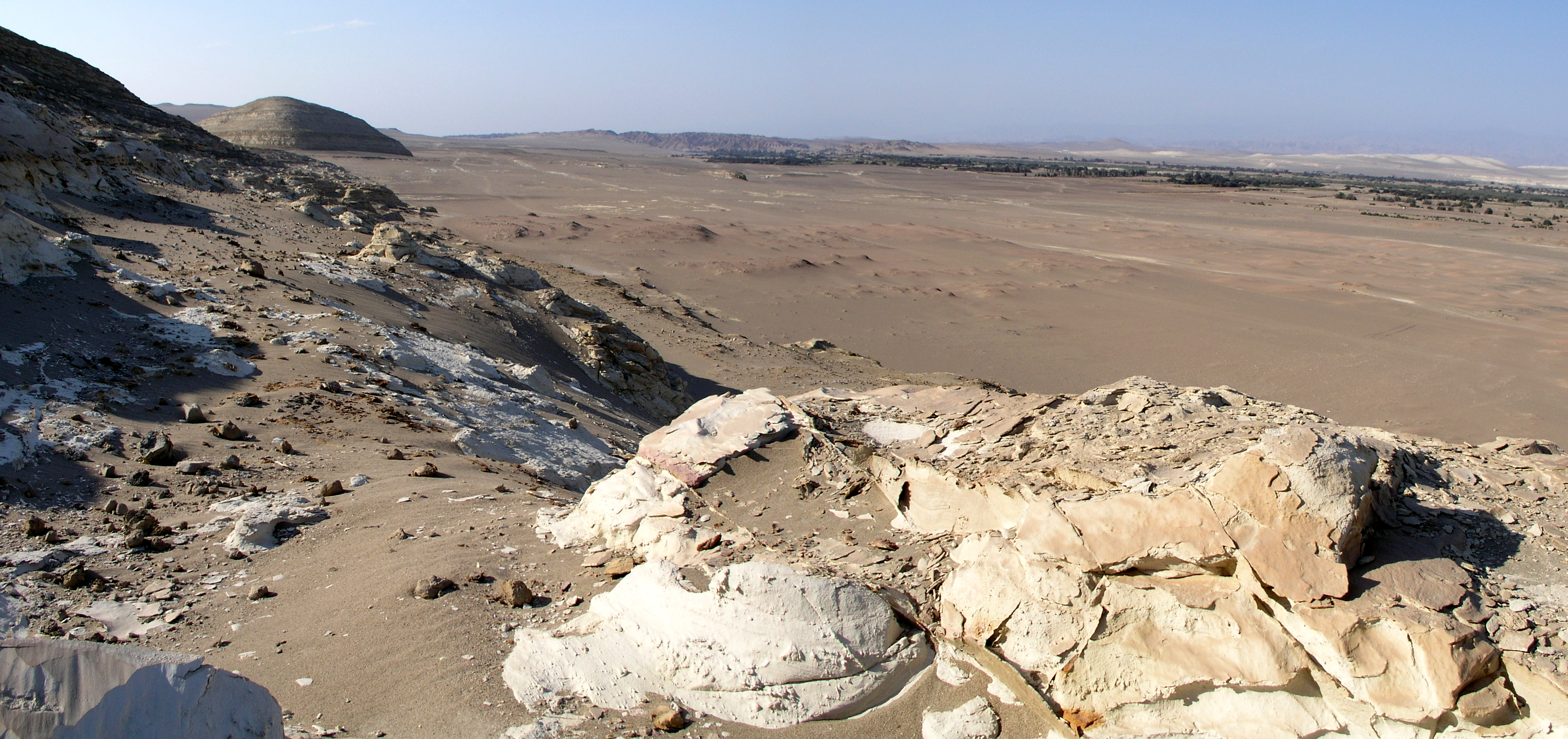
Thermoclastie dans le désert d'Ica, Pérou.

La thermoclastie est un processus de désagrégation mécanique des roches sous l'effet des variations de température. Il est lié à l'amplitude de ces variations, mais aussi à leur vitesse (une oscillation supérieure à 2 °C/min. est proposée comme seuil de réponse élastique des minéraux : au-delà, des micro-fissures apparaissent progressivement par fatigue de la structure cristalline). Les réponses différentielles (contraction/dilatation) des minéraux à ces changements de températures provoquent la fissuration de la roche et l'apparition d'écailles de desquamation. La couleur de la roche (albédo) est un paramètre important contrôlant l'ampleur des variations thermiques. La thermoclastie est un des nombreux processus de météorisation œuvrant à la surface de la Terre.
La cryoclastie (ou gélifraction) est un cas particulier de thermoclastie. Elle fait intervenir les phases solides et liquides de l'eau. En effet, en régions froides et humides, essentiellement les zones périglaciaires, le gel de l'eau contenue dans les fractures entraîne une pression importante et provoque l'éclatement de la roche en fragments.